# Aeroportul Internațional Latakia
Aeroportul Internațional Latakia (în arabă مطار اللاذقية الدولي) (IATA: LTK, ICAO: OSLK) este un aeroport din Jableh⁠(d), Jablah Subdistrict⁠(d), Jableh District⁠(d), Guvernoratul Latakia, Siria ce deservește zona Latakia.
Situat la o altitudine de 48 m, aeroportul dispune de 2 piste.

## Infrastructură

### Piste
Eroare Lua în Modul:Runway la linia 26: attempt to concatenate local 'surface' (a nil value)